# Stopa redystrybucji budżetu
Stopa redystrybucji budżetu – stosunek wydatków budżetowych do produktu krajowego brutto. Wskaźnik ten ukazuje ostateczne (bezpośrednie i pośrednie) rozdysponowanie przez fundusze publiczne produktu narodowego brutto oraz faktyczny wpływ państwa na gospodarkę. Wysoka wartość wskaźnika świadczy  o tym, że budżet w znacznym stopniu decyduje o strukturze podziału PKB, a tym samym ma również duże możliwości sterowania wydatkami konsumpcyjnymi oraz inwestycyjnymi, zaś jednostki mają małą swobodę przy podejmowaniu decyzji gospodarczych. Wartość stopy redystrybucji budżetu w krajach rozwiniętych jest bardzo zróżnicowana i może się zmieniać w czasie, zależnie od przyjętej doktryny ekonomiczno-społecznej, warunków społeczno-gospodarczych, geograficzno-historycznych czy też politycznych. Obecnie stopa redystrybucji budżetu jest bardzo wysoka w Szwecji (ok.60%), a bardzo niska np. w Korei Południowej (ok.20%). Kluczową kwestią jest, aby zbyt duża redystrybucja budżetu nie hamowała efektywnego funkcjonowania gospodarki oraz jej zrównoważonego rozwoju.